# Ürünlü, İbradı
Ürünlü là một xã thuộc huyện İbradı, tỉnh Antalya, Thổ Nhĩ Kỳ. Dân số thời điểm năm 2011 là 205 người.